# アレルギー
アレルギー（独: Allergie）とは、免疫反応が特定の抗原に対して過剰に起こることをいう。過敏反応ないしは過敏症（英語: hypersensitivity reaction）とも呼ばれるが、免疫学的には両者は異なるものと定義されている。過敏症は免疫反応によるものとは限らない、アレルギー類似症状をも指す。
免疫反応は、外来の異物（抗原）を排除するために働く、生体にとって不可欠な生理機能である。語源はギリシア語の allos（変わる）と ergon（力、反応）を組み合わせた造語で、疫を免れるはずの免疫反応が有害な反応に変わるという意味である。
アレルギーが起こる原因は解明されていないが、生活環境のほか、抗原に対する過剰な曝露、遺伝などが原因ではないかと考えられている。アレルギーを引き起こす環境由来抗原を特にアレルゲンと呼ぶ。典型的なものとしてハウスダスト、ダニ、花粉、穀物、酵母、ゼラチン（人間の皮膚片）、金属など、実に様々なものがアレルゲンとなり得る。
喘息をはじめとするアレルギーの治療に関して、欧米の医師と日本の医師との認識の違いの大きさを指摘し、改善可能な点が多々残されていると主張する医師もいる。
「アレルギー疾患対策基本法」においては、アレルギー疾患とは「気管支喘息、アトピー性皮膚炎、アレルギー性鼻炎、アレルギー性結膜炎、花粉症、食物アレルギーその他アレルゲンに起因する免疫反応による人の生体に有害な局所的又は全身的反応に係る疾患であって政令で定めるものをいう。」と定義されている。

## アレルギー疾患と自己免疫疾患
自己免疫疾患はアレルギーと異なり、自己の持つ抗原に対して免疫反応が起こる疾患である。内因性のアレルゲンによるアレルギー反応が病態となっている点が異なるが、その仕組みは、ほぼ同じである。
アレルギー疾患
外部からの抗原に対し、免疫反応が起こる疾患。ただしその抗原は通常生活で曝露される量では無害であることが多く（たとえば春先の花粉そのものが毒性を持っているわけではない）、不必要に不快な結果をもたらす免疫応答が起こっているといえる。アレルギー性疾患とも言う。
代表的な疾患としては アトピー性皮膚炎、アレルギー性鼻炎（花粉症）、アレルギー性結膜炎、 アレルギー性胃腸炎、気管支喘息、小児喘息、食物アレルギー、薬物アレルギー、蕁麻疹があげられる。
自己免疫疾患
自己の体を構成する物質を抗原として、免疫反応が起こる疾患。特定の臓器や部位の障害、炎症をもたらしたり、全身性の症状を呈する場合がある。
代表的な疾患としては関節リウマチといった膠原病や円形脱毛症があげられる。

## 歴史
医学の父と呼ばれるヒポクラテスが「牛乳が嘔吐、下痢、じんま疹を起こす」という言葉を残し、食物アレルギーついて記述がある。
戦後にアレルギーが増加した理由は工業化の大気汚染や人工的なスギの植林も影響している。
第二次世界大戦後の1950年頃から先進国で患者が急増しており、日本における診療科目・標榜科のひとつとしてアレルギーを専門とするアレルギー科がある。

## 分類
アレルギーは、その発生機序により大きく I から V 型に分類される。
クームス分類
| 反応型    | 同義語                                | 抗体        | 抗原                                                                                | メディエーターサイトカイン              | 受身伝達 | 皮膚反応                           | 代表疾患 |
| --------- | ------------------------------------- | ----------- | ----------------------------------------------------------------------------------- | --------------------------------------- | -------- | ---------------------------------- | --- |
| I型反応   | 即時型 アナフィラキシー型             | IgE IgG4(?) | 外来性抗原 - ハウスダスト、ダニ、花粉、真菌、TDI、TMA（ハプテン）、薬剤（ハプテン） | ヒスタミン ECF-A ロイコトリエン PAFなど | 血清     | 即時型 15-20分で最大の発赤と膨疹   | アナフィラキシーショック、アレルギー性鼻炎、結膜炎、気管支喘息、蕁麻疹、アトピー性皮膚炎(?)                                                      |
| II型反応  | 細胞障害型 細胞融解型                 | IgG IgM     | 外来性抗原（ハプテン） - ペニシリンなどの薬剤 自己抗原 - 細胞膜・基底膜抗原         | 補体系                                  | 血清     |                                    | 不適合輸血による溶血性貧血、自己免疫性溶血性貧血、特発性血小板減少性紫斑病、薬剤性溶血性貧血、顆粒球減少症、血小板減少症、グッドパスチャー症候群 |
| III型反応 | 免疫複合体型 Arthus型（アルサス反応） | IgG IgM     | 外来性抗原 - 細菌、薬剤、異種蛋白 自己抗原 - 変性IgG、DNA                           | 補体系 リソソーム酵素                   | 血清     | 遅発型 3-8時間で最大の紅斑と浮腫   | 血清病、SLE、リウマチ、糸球体腎炎、過敏性肺炎（III＋IV ?）、ABPA（I＋III＋IV ?）                                                                 |
| IV型反応  | 遅延型 細胞性免疫 ツベルクリン型      | 感作T細胞   | 外来性抗原 - 細菌、真菌 自己抗原                                                    | リンホカイン IL-2 IFN-r サイトカイン    | T細胞    | 遅発型 24-72時間で最大の紅斑と硬結 | 接触性皮膚炎、アレルギー性脳炎、アトピー性皮膚炎(?)、過敏性肺炎（III＋IV?）、移植拒絶反応、結核性空洞、類上皮細胞性肉芽腫                        |

### I型アレルギー
IgEというタイプの免疫グロブリンが肥満細胞（マスト細胞）や好塩基球という白血球に結合し、そこに抗原が結合するとこれらの細胞がヒスタミン、セロトニンなどの生理活性物質を放出する。これにより、血管拡張や血管透過性亢進などが起こり、浮腫、掻痒などの症状があらわれる。この反応は抗原が体内に入るとすぐに生じ、即時型過敏と呼ばれ、アレルギー性鼻炎、気管支喘息、蕁麻疹等の症状を伴う。また、反応が激しく、全身性のものをアナフィラキシーと呼び、さらに急速な血圧低下によりショック状態を呈したものをアナフィラキシーショックという。また、この種のアレルギー症状は、数分から10分程度で出現する。
代表的な疾患としては、蕁麻疹、PIE症候群、食物アレルギー、花粉症、アレルギー性鼻炎、気管支喘息、アトピー性皮膚炎、アナフィラキシーショックがあげられる。

### II型アレルギー
IgGというタイプの免疫グロブリンが、抗原を有する自己の細胞に結合し、それを認識した白血球が細胞を破壊する反応である。代表的にはB型肝炎やC型肝炎などのウイルス性肝炎が挙げられる。ウイルスを体内から除去しようとする結果、肝細胞が破壊されるため症状を来している。ペニシリンアレルギーも、II型アレルギーの一種である。この種のアレルギーの有無は、クームス試験などの検査によって調べる。
代表的な疾患としては自己免疫性溶血性貧血（AIHA）、不適合輸血、特発性血小板減少性紫斑病（ITP）、悪性貧血、リウマチ熱、グッドパスチャー症候群、重症筋無力症、橋本病、円形脱毛症があげられる。

### III型アレルギー
免疫反応により、抗原・抗体・補体などが互いに結合した免疫複合体が形成される。この免疫複合体が血流に乗って流れた先で、周囲の組織を傷害する反応である。免疫複合体の傷害する部位が限局的な部位にとどまる反応をアルサス型反応といい、全身にわたるものを血清病と呼ぶ。過敏性肺臓炎はアルサス型反応の、全身性エリテマトーデスや溶血性連鎖球菌感染後糸球体腎炎は血清病の代表例である。この種のアレルギーは、2～8時間で、発赤や浮腫となって現れる。
代表的な疾患としては血清病、全身性エリテマトーデス（ループス腎炎）、急性糸球体腎炎、関節リウマチ、過敏性肺臓炎、リウマチ性肺炎、多発性動脈炎、アレルギー性血管炎、シェーグレン症候群があげられる。

### IV型アレルギー
抗原と特異的に反応する感作T細胞によって起こる。抗原と反応した感作T細胞から、マクロファージを活性化する因子などの様々な生理活性物質が遊離し、周囲の組織傷害を起こす。薬物アレルギー、金属アレルギーなどがある。他のアレルギー反応がすべて液性免疫であるのに対し、IV型アレルギーだけは細胞性免疫がかかわり、リンパ球の集簇（しゅうそう、むらがってあつまること）・増殖・活性化などに時間が掛かるため、遅延型過敏症と呼ばれる。ツベルクリン反応、接触性皮膚炎などがある。この種のアレルギーの皮内反応は、24～48時間後、発赤、硬結となって現れる。
代表的な疾患としては接触性皮膚炎（いわゆる「ウルシかぶれ」は「アレルギー性接触皮膚炎」の一種である。）ツベルクリン反応、移植免疫、金属アレルギー、腫瘍免疫、シェーグレン症候群、感染アレルギー、薬剤性肺炎、ギラン・バレー症候群があげられる。
近年、免疫学の進歩により細胞性免疫によるIV型アレルギーも責任免疫細胞によって細分類されることがある。しかし細分類してもマネジメントは変化しない。
IVa型
Th1細胞とマクロファージによる反応であり、ツベルクリン反応、接触性皮膚炎がこれに含まれる。
IVb型
Th2細胞と好酸球による反応であり、気管支喘息、アレルギー性鼻炎、蛋白誘発性腸炎が含まれる。
IVc型
CD8＋T細胞による反応であり、接触性皮膚炎が含まれる。
IVd型
T細胞と好中球による反応であり、ベーチェット病などが含まれる。

### V型アレルギー
受容体に対する自己抗体が産生され、その自己抗体がリガンドと同様に受容体を刺激することで、細胞から物質が分泌され続けるために起こるアレルギー。基本的な機序はII型アレルギーと同じであり、刺激性という点だけが異なる。代表的疾患はバセドウ病。

### 遅延型過敏反応と遅発反応
遅延型過敏反応（delayed type）は上述の通り、感作T細胞から放出されたサイトカインにより誘発されるIV型アレルギー反応であり抗体に依存しないのに対し、遅発反応（late response）はアルゲン負荷後数時間を経てマスト細胞とIgE抗体に依存して誘発されるI型アレルギー反応である。

## アレルギー疾患のアプローチ
アレルギー疾患のマネージメントを行うには、アレルギー疾患の鑑別のための問診、アレルゲン曝露から発症までの時間経過、症状の持続時間、全身性に症状があるのか、局所のみなのか、既往歴や家族歴があるのかといった点に注目すると整理しやすいといわれている。
もしアレルギー疾患を疑うのならば、まずはI型アレルギーによるものかそれ以外(非I型アレルギー)によるものかを区別すると診断にたどり着きやすくなる。I型アレルギーによるものならば、即時型アレルギーといわれるようにアレルゲン曝露をしてから5分から90分以内に発症することが多いといわれている。I型アレルギーで特に救急医学で重要視されているのがアナフィラキシーショックである。重度のI型アレルギー反応においては早期のアドレナリン投与がもっとも重要であるといわれている。早期にボスミン0.3mgの筋注を行うことで死亡率の減少がみられるだけではなく、数時間後に起こるといわれている第二相反応の防止効果もあるといわれている。再発ともいえる第二相反応のリスクがあるために蜂に刺されたなどの理由でアナフィラキシーを起こした人がERに来た場合は5時間ほど安静にするか、リスクを十分に説明しておく必要がある。アドレナリンの投与方法は大腿前外側部の筋注がすすめられている。
アレルギー疾患であると診断がついたとき、最も基本となる治療は原因抗原の回避と除去である。接触などは比較的容易に防げそうだが決して簡単ではない。例えば、ハウスダストや猫などに対するアレルギーの場合、アレルギー症状が起こりにくいレベルまで吸入抗原の濃度を減少させるのに数か月を要することも少なくないからである。またアレルゲンには交差反応という現象も知られており、ラテックスとバナナ、白樺花粉とリンゴといった、一見関係のないように思える物質でも症状を誘発することがありえる。近年の研究では、アレルギー症状を引き起こす免疫細胞の暴走について、身体自身や各種腸内細菌の作り出す、免疫細胞の暴走を抑えるメッセージ物質が少ないケースなども指摘され、それへの対処法を考えるアプローチもある。
アレルギー疾患の頻度は年齢によって大きく異なることが知られており、非典型的な年齢において発症した場合は他の疾患を念頭に置いた方が良い場合がある。例えば成人発症のアトピー性皮膚炎を疑う場合は、鑑別としてT細胞性の悪性リンパ腫も考える必要がある。

### アレルギー疾患の合併
例えば気管支喘息と副鼻腔炎など、アレルギー性疾患は合併しがちなことが知られる。特に呼吸器系のアレルギー性疾患は合併率が非常に高く、one airway one diseaseという考え方が提唱されている。この場合、喘息と副鼻腔炎を同時に治療することで双方の治療に効果を及ぼす。 

## アレルギー疾患の検査
アレルギー疾患を調べるための検査としては血清TARC、アレルゲン特異IgE（RAST）、プリックテスト、経口誘発試験、リンパ球幼若化試験やリンパ球刺激試験、パッチテストなどが知られている。
TARCは病勢を反映して変動するため、重症度判定や治療効果判定に用いられることもある。プリックテストやRASTはI型アレルギーに対する試験であり、それ以外の機序で起こるアレルギーである、接触性皮膚炎、薬剤熱、血小板減少症、スティーブンジョンソン症候群などでは全く役に立たない。さらにRASTは陽性であっても臨床的な症状と一致しないことが多いため注意が必要である（関係のない項目のRASTを行うと逆に混乱する）。
リンパ球幼若化試験（LTT）やリンパ球刺激試験（LST）は主に薬物アレルギーを調べるための試験でありI型アレルギー以外の機序の場合も有効である。
パッチテストはIV型アレルギーを調べるための検査である。染髪の際に行うのが最も有名である。